# Iván Fandiño
 Iván Fandiño Barros, né le 29 septembre 1980 à Urduña (province de Biscaye, Espagne) et mort le 17 juin 2017 à Mont-de-Marsan (Landes, France), est un matador espagnol.

## Biographie

### Carrière
- Débuts en public : Laudio (Espagne, province de Biscaye), le 16 août 1999.
- Débuts en novillada avec picadors : Orduña le 2 juin 2002 aux côtés de Julien Lescarret et Iker Javier Lara. Novillos de la ganadería de Javier Pérez Tabernero.
- Présentation à Madrid : 12 septembre 2004 aux côtés de « El Arqueño » et Héctor José. Novillos de la ganadería de Navalrosal.
- Alternative : Bilbao (Espagne, province de Biscaye) le 25 août 2005. Parrain, « El Juli » ; témoin, Salvador Vega. Taureaux de la ganadería de El Ventorrillo.
- Confirmation d’alternative à Madrid : 12 mai 2009. Parrain, Antonio Ferrera ; témoin, « Morenito de Aranda ». Taureaux de la ganadería de La Dehesilla.

Le 19 août 2011, à Malaga il a reçu un coup de corne d'une profondeur de 25 cm dans la jambe droite qui lui a sectionné la veine saphène, compromettant ainsi la suite de sa temporada.
Le 24 avril 2012, à Séville, il a coupé une oreille dans un mano a mano avec David Mora contre les taureaux réputés difficiles de Victorino Martín.
Le 12 juin 2012, il a affronté six taureaux lors d'une corrida concours à Bilbao.
Le 4 août 2012, il a accumulé les succès à Bayonne avec notamment une sortie a hombros.
Le 13 mai 2014, il triomphe à Madrid dans les célèbres arènes Las Ventas, après une estocade a cuerpo limpio, c'est-à-dire sans muleta.
Le 10 août 2014, il est sérieusement blessé lors de la deuxième corrida de la féria aoûtienne de Bayonne et hospitalisé après une perte de connaissance.

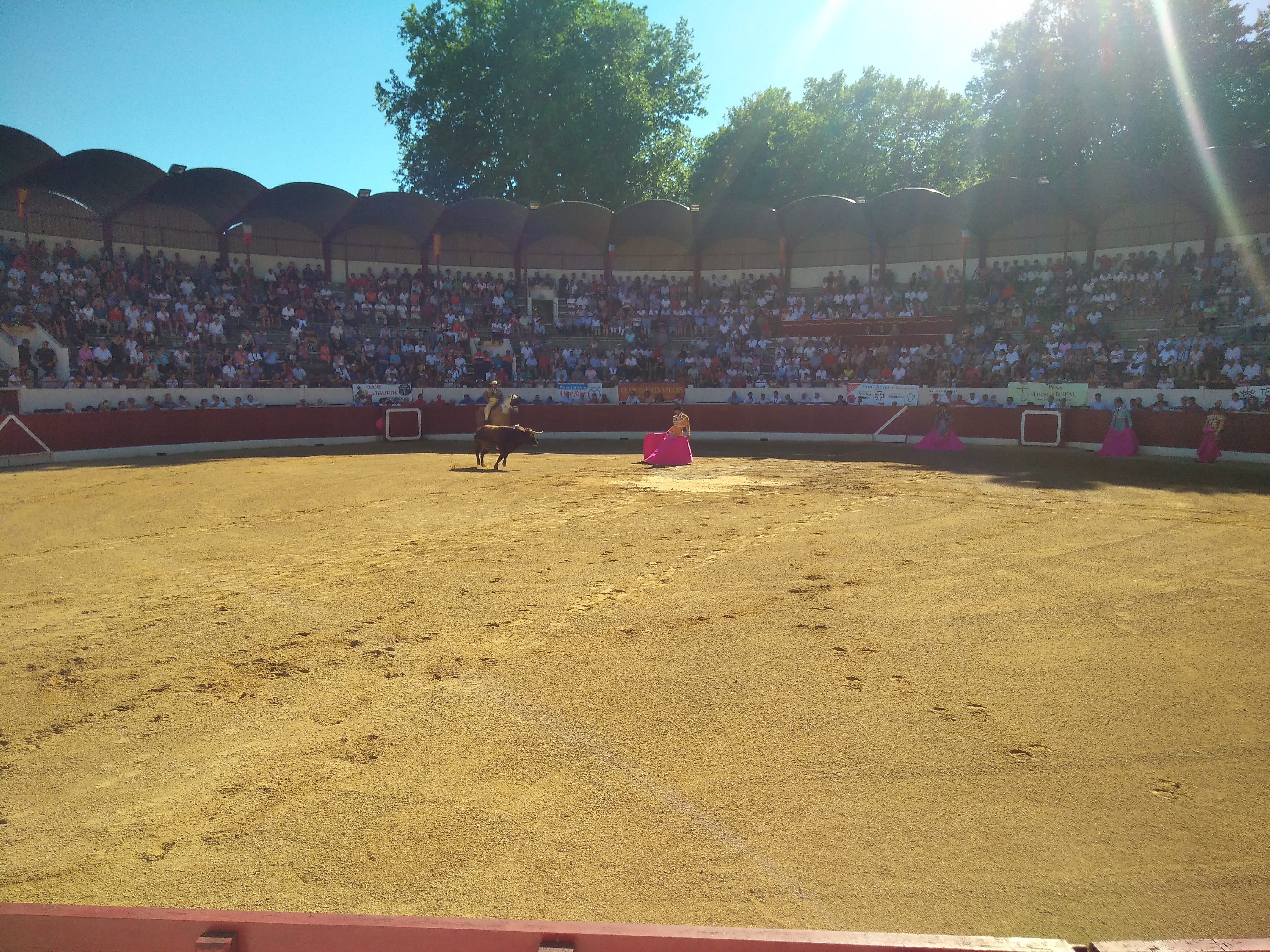
Iván Fandiño toréant aux fêtes d'Aire-sur-l'Adour le 17 juin 2017, quelques minutes avant son décès.

### Mort
Le 17 juin 2017, il torée dans les arènes Maurice Lauche à Aire-sur-l'Adour avec Juan del Álamo et Thomas Dufau face à des taureaux de l'élevage de Baltasar Ibán. Il coupe un trophée à son premier opposant. Il débute un quite de chicuelinas au troisième taureau, nommé Provechito, correspondant à Juan del Álamo. Le taureau se retourne rapidement après la première passe et soulève le torero qui s'empêtre dans le capote de brega et tombe. Une fois l'homme au sol, le taureau lui inflige un coup de corne qui lui rentre dans le dos, remontant jusqu'au poumon en passant par l'estomac. Relevé par les membres de sa cuadrilla, il entre conscient à l'infirmerie des arènes mais se plaint de vives douleurs. Il prononce ses derniers mots à Thomas Dufau : « Dépêchez-vous, je sens que mon corps s'en va ». Les chirurgiens décident son évacuation vers l'hôpital Layné de Mont-de-Marsan. Il fait un premier arrêt cardiaque sur le trajet pour lequel les médecins parviennent à le réanimer mais le deuxième arrêt cardiaque, quelques instants plus tard, lui est fatal. À son arrivée à l'hôpital, les médecins ne peuvent que signer le certificat de décès. Le lendemain, les équipes médicales rendent compte d'une déchirure de la veine cave.
La dernière mort d'un matador lors d'une corrida en France remontait à 1921, avec le décès du matador espagnol « Flores », dans les arènes de Béziers.

## Hommages
Le 29 septembre 2019, une statue en bronze d'Iván Fandiño, réalisée par son ami sculpteur Sergio del Amo, est inaugurée à proximité des arènes où il a reçu la blessure mortelle.